# مارانهائو (بازیکن فوتبال، زاده ۱۹۸۴)
لوئیز کارلوس دوس سانتوس مارتینز (به پرتغالی: Luis Carlos dos Santos Martins) مهاجم اهل برزیل است که در شهر سائو لوئیس، مارانهاو و در تاریخ ۱۹ ژوئن ۱۹۸۴ به دنیا آمده‌است.
لوئیز کارلوس دوس سانتوس مارتینز در تیم‌های فوتبال Sertãozinho سابقهٔ حضور دارد؛